# Coppa del Portogallo 2017-2018 (hockey su pista)
La Coppa del Portogallo 2017-2018 è stata la 45ª edizione della principale coppa nazionale portoghese di hockey su pista. La competizione ha avuto luogo dal 21 ottobre 2017 al 18 giugno 2018 con la disputa delle final four presso il Pavilhão Municipal Cidade de Tomar di Tomar. Il trofeo è stato conquistato dal Porto per la diciassettesima volta nella sua storia superando in finale il Valongo.

## Risultati

### Sedicesimi di finale
| Squadra 1           | Risultato | Squadra 2         |
| ------------------- | --------- | ----------------- |
| Benfica             | 9-1       | Grândola          |
| Porto               | 4-3       | Oliveirense       |
| Maia                | 4-3       | Oeiras            |
| GDS Cascais         | 3-2       | Biblioteca IR     |
| Riba De Ave         | 6-1       | Turquel           |
| Sporting Tomar      | 5-1       | Infante de Sagres |
| Feira               | 2-3       | Famalicense       |
| Juventude Salesiana | 3-9       | Valongo           |
| Sesimbra            | 7-6       | Carvalhos         |
| Campo de Ourique    | 8-9       | Coimbra           |
| Pacense             | 0-5       | Sporting CP       |
| Lavra               | 5-4       | Marítimo          |
| Murches             | 3-7       | Marinhense        |
| Tigres              | 3-7       | Barcelos          |
| Valença             | 5-3       | Paço de Arcos     |
| Braga               | 6-5       | Juventude Viana   |

### Ottavi di finale
| Squadra 1      | Risultato | Squadra 2   |
| -------------- | --------- | ----------- |
| Coimbra        | 2-5       | Riba De Ave |
| Lavra          | 2-4       | Valongo     |
| Sesimbra       | 2-6       | Valença     |
| Sporting Tomar | 4-3       | Barcelos    |
| Famalicense    | 2-7       | Benfica     |
| Marinhense     | 7-4       | Braga       |
| GDS Cascais    | 3-9       | Maia        |
| Sporting CP    | 5-8       | Porto       |

### Quarti di finale
| Squadra 1   | Risultato | Squadra 2      |
| ----------- | --------- | -------------- |
| Maia        | 2-7       | Sporting Tomar |
| Marinhense  | 1-4       | Valongo        |
| Porto       | 5-2       | Benfica        |
| Riba De Ave | 5-4       | Valença        |

### Final Four

#### Semifinali
| Tomar 16 giugno 2018 | Riba De Ave | 2 – 6 referto | Porto | Pavilhão Municipal Cidade de Tomar |

| Tomar 16 giugno 2018, ore 19:45 WEST   | Valongo        | 3 – 3 (d.t.s.) referto | Sporting Tomar | Pavilhão Municipal Cidade de Tomar |
| \| \| \| \| \| \| Shootout 2 – 1 \| \| |                |                        |                |                                    |
|                                        |                |                        |                |                                    |
|                                        | Shootout 2 – 1 |                        |                |                                    |

#### Finale
| Tomar 17 giugno 2018, ore 18:00 WEST | Porto | 3 – 2 (d.t.s.) referto | Valongo | Pavilhão Municipal Cidade de Tomar |